# دان بیومن
دونالد بنتلی بیومن (انگلیسی: Donald Bentley Beauman؛ زادهٔ ۲۶ ژوئیهٔ ۱۹۲۸ در فارن‌بورو، همپشر، همپشر، درگذشتهٔ ۹ ژوئیهٔ ۱۹۵۵ در ویکلو، شهرستان ویکلو) رانندهٔ مسابقات اتومبیل‌رانی فرمول یک اهل بریتانیا بود که در فصل ۱۹۵۴ در مجموع در یک گراند پری شرکت کرد، اما موفق به کسب هیچ امتیازی نشد.
بیومن در ۹ ژوئیه ۱۹۵۵ بر اثر تصادف رانندگی در دور دوم مسابقه در ویکلو، شهرستان ویکلو درگذشت.